# Adolf Christian Hensler
Adolf Christian Hensler (* 2. August 1779 in Schleswig; † 11. Oktober 1842 in Kiel) war ein deutscher Pastor.

## Leben
Adolf Christian Hensler war ein Sohn des Archiadiakons Johann Nicolaus Hensler (* um 1741; † 1808 in Schleswig) und dessen Ehefrau Catharina Dorothea, geborene Stresow. Er besuchte die Domschule Schleswig und studierte ab 1798 Theologie an der Universität Göttingen. 1799 wechselte er an die Universität Kiel und beendete das Studium 1805 in Gottorf mit einem sehr guten Amtsexamen.
Hauptpastor Johann Anton Burchardi führte Hensler am 11. Oktober 1809 als Compastor der zweiten Pfarrstelle in Grube ein. Um 1811 heiratete Hensler Christine Charlotte Louise Callisen (* 30. November 1770; † um 1839), deren Vater Johann Leonhard Callisen holsteinischer Generalsuperintendent gewesen war. Das Ehepaar hatte eine Tochter.
Henslers Amtszeit neben Burchardi war nicht einfach. Im Februar wechselte er als Pastor und Propst nach Plön. Im Juli 1821 gab er das Propstamt auf und wechselte als gewählter Pfarrer nach Barkau. 1842 fuhr er zu seinem Schwager Johann Friedrich Leonhard Callisen, Propst in Rendsburg. Auf dieser Fahrt kam er bei einem Unfall ums Leben.

## Wirken als Theologe
Zu den Auseinandersetzungen um die 95 Thesen, die Claus Harms aufgestellt hatte,  verfasste Henseler eine kritische, aber auch wohlwollende Schrift. Bei seiner Analyse der Thesen versuchte er, provokatorische Spitzen abzumildern. Hensler positionierte sich theologisch zwischen Orthodoxie und Supranaturalismus. Er stellte sich gegen den Rationalismus und den Neuprotestantismus, die er bekämpfte. Zu diesem Zweck gründete er 1824 den „Barkauer Predigerverein“, in den rationalistische Prediger nicht eintreten konnten. Zu den Mitgliedern gehörten neben anderen Propst Callisen sowie Claus Harms.
Gemeinsam mit Callisen repräsentierte Hensler die Geistlichkeit bei den ersten Holsteinischen Ständeversammlungen. Beide konnten erreichen, dass soziale und kirchliche Ansprüche zeitgemäßen Eingang in die Feiertagsordnung fanden. Hensler galt als fleißiger und beliebter Theologe.